# Katina Paxinou
Katina Paxinou (17. prosinca 1900. – 22. veljače 1973.), grčka filmska i kazališna glumica, dobitnica Oscara za najbolju sporednu glumicu (1943. godine). 

## Životopis
Pravim imenom Ekaterini Konstantopoulou, Katina je studirala operno pjevanje, ali je 1929. napustila operu i počela nastupati kao glumica u kazalištu. Uzela je ime Katina Paxinou, prema prezimenu svojeg prvog supruga, Ioannisa Paxinosa, s kojim je bila u braku od 1916. do 1920. i s kojim je imala dvoje djece. Nastupala je s Grčkim kraljevskim kazalištem na turneji diljem svijeta. Nakon početka 2. svjetskog rata emigrirala je u SAD.
Paxinou je odabrana za ulogu Španjolke Pilar u Kome zvono zvoni, filmskoj adaptaciji istoimenog romana Ernesta Hemingwayja. Zasjenivši zvijezde filma, Garyja Coopera i Ingrid Bergman, dobila je Oscara za najbolju sporednu glumicu, kao prva ne-američka glumica koja je dobila tu nagradu.
Nastavila je nastupati u američkim filmovima do 1949. Naredne godine se vratila u Grčku i sa suprugom Alexisom Minotisom osnovala Kraljevsko atensko kazalište.
Paxinou je nastavila povremeno nastupati u filmovima, sve do svoje smrti. Umrla je u Ateni, 22. veljače 1973. godine.

## Vanjske poveznice
- Katina Paxinou u internetskoj bazi filmova IMDb-u (engl.)